# NGC 1286
NGC 1286 je galaksija u zviježđu Eridan.

## Vanjske poveznice
- SEDS: NGC 1286